# 齋藤裕一
齋藤 裕一（さいとう ゆういち、1977年9月2日 - ）は、日本のフリーアナウンサー。

## 来歴・人物
群馬県立前橋西高等学校、東洋大学経済学部経済学科卒業。
2004年よりフリーアナウンサーとして、野球、サッカー、ラグビー、バスケットボールなどの実況、ラジオパーソナリティとしてワイド番組からスポーツ実況まで幅広い分野の番組を担当している。
2011年からサッカー・浦和レッズ戦のラジオ実況を担当し、コミュニティFMとしては唯一のYBCルヴァンカップ、天皇杯、アジアチャンピオンズ優勝の瞬間を実況した。
また、ブラインドサッカーの場内FMでは、「視覚障害者にもわかる実況」のリクエストを受け、より細かな実況に努めている。
プロ野球のリポーターや女子プロ野球、なでしこリーグの実況、埼玉県内のスポーツチーム（社会人野球やバスケットボール、バレーボール）の取材も多く経験している。
趣味は神社仏閣巡り、テレビドラマ鑑賞、ウォーキング。

## 担当番組
- You're The REDS（REDS WAVE、月曜日パーソナリティ）
- Weekend Pass（REDS WAVE、パーソナリティ）
- RED A Live（REDS WAVE、実況）
- 全国高等学校野球選手権千葉大会・西東京大会・埼玉大会（J:COM、実況）
- 全国高等学校野球選手権神奈川大会（かながわCATV情熱プロジェクト、実況）
- 全国高等学校野球選手権静岡大会（TOKAIケーブルネットワーク、実況）
- 全国高等学校野球選手権山梨大会（CATV富士五湖、実況）
- 日本女子プロ野球リーグ（ニコニコ生放送、実況）
- 日本女子プロ野球リーグ（スポーツナビライブ、実況）
- 日本女子プロ野球リーグ（女子プロ野球ライブTV、実況）
- ヴィクトリアシリーズ秋季リーグ 埼玉アストライア対愛知ディオーネ第4戦ハイライト[1]
- CRT高校野球実況中継（栃木放送、実況）
- 八王子ミニバスケットボールフェスティバル（J:COM、実況）